# Tafelvuur
Een tafelvuur is een gesjorde constructie waarop kan gekookt worden. Het open vuur bevindt zich op een meter hoogte, boven een dikke laag graszoden of aarde die op een palenbed liggen. Op de aarde kan een metalen rooster met draagconstructie gezet worden, zodat kookpotten en braadpannen op een 10 cm boven de vlammen stabiel en horizontaal kunnen gezet worden.
Hiernaast kan een dak (shelter) tegen regen en wind gesjord worden.